# Torocampa
Torocampa es un género de dipluro en la familia Campodeidae.